# Clownen luktar bensin
Clownen luktar bensin var ett svenskt humorprogram i Sveriges Radio P3, som sändes mellan 6 februari 1999 och 30 december 2002.
Programmet startade med en show på Mosebacke 1998. Under hösten 2002 avslutades serien med en 8 program lång direktsänd festavslutning från Boulevardteatern.
Gruppen, som under kollektivnamnet "Gruppen", gjorde programmet bestod av Simon Norrthon, Malin Cederbladh, Tova Magnusson-Norling, Figge Norling, Kalle Westerdahl, Ulf Friberg och Sylvia Rauan samt Mikael Syrén. Ljudtekniker var Fredrik Stålne, producent Mats Grimberg. 
Själva definierade de sin humor som "ganska rå och svart" och att det är "svärtan och musikvalet som grundlagt programmens popularitet". Bland annat innehöll programmet en följetong med fristående avsnitt där naturfilmaren Bo Landin, känd från TV4, parodierades i återkommande inslag om "bäversafari".
2002 gavs en dubbel-CD ut med delar av innehållet från framträdandena på Boulevardteatern.
2004 återkom Gruppen med en Clownen Luktar Bensin-krogshow på Mondo i Stockholm.